# فريني شنايدر
فريني شنايدر (Vreni Schneider) هي لاعبة أولمبية لرياضة التزلج على المنحدرات الجليدية من سويسرا. شاركت في الأولمبياد الشتوي في 1988–1994، وفازت بما مجموعه 5 ميداليات.

## الميداليات
| ذهب | فضة | برونز | المجموع |
| 3   | 1   | 1     | 5       |

## روابط خارجية
- فريني شنايدر على موقع IMDb (الإنجليزية)
- فريني شنايدر على موقع الموسوعة البريطانية (الإنجليزية)
- فريني شنايدر على موقع الاتحاد الدولي للتزلج (التزلج على المنحدرات الثلجية) (الإنجليزية)
- فريني شنايدر على موقع اللجنة الأولمبية الدولية (الإنجليزية)
- فريني شنايدر على موقع أوليمبيديا (الإنجليزية)